# Kratki pregibač palca (ruka)
Kratki pregibač palca (lat. musculus flexor pollicis brevis) mišić je palčane uzvisine.
Mišić inerviraju lat. nervus medianus i lat. nervus ulnaris.

## Polazište i hvatište
Mišić polazi s dvije glave: 
- površna glava polazi s: trapezne kosti i lat. retinaculum flexorum
- duboka glava polazi s: trapezoidne kosti i glavičaste kosti (prednjih strana).

Mišić se hvata za proksimalni članak palca.